# Strefy martwych wód
Strefy martwych wód (martwe strefy) – obszary wód o zawartości tlenu zbyt niskiej, by mogły w nim przeżyć organizmy oddychające tlenem, zarówno roślinne, jak i zwierzęce. Powstają wskutek eutrofizacji zbiorników wodnych, zarówno śródlądowych, jak i otwartych mórz, i obejmują rozległe partie wód głębinowych i przydennych – często o powierzchni kilkuset, a nawet kilku tysięcy kilometrów kwadratowych, powodując śmierć żyjących tam organizmów (ryb, bezkręgowców bentosowych) i wymierne straty ekonomiczne.

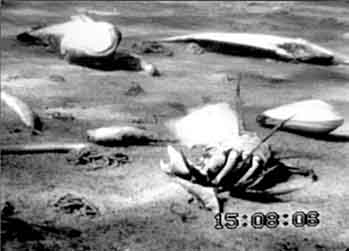
Dno Bałtyku w obrębie strefy martwych wód, pokryte ciałami krabów, ryb i małży, zabitych przez deficyt tlenowy.

## Występowanie

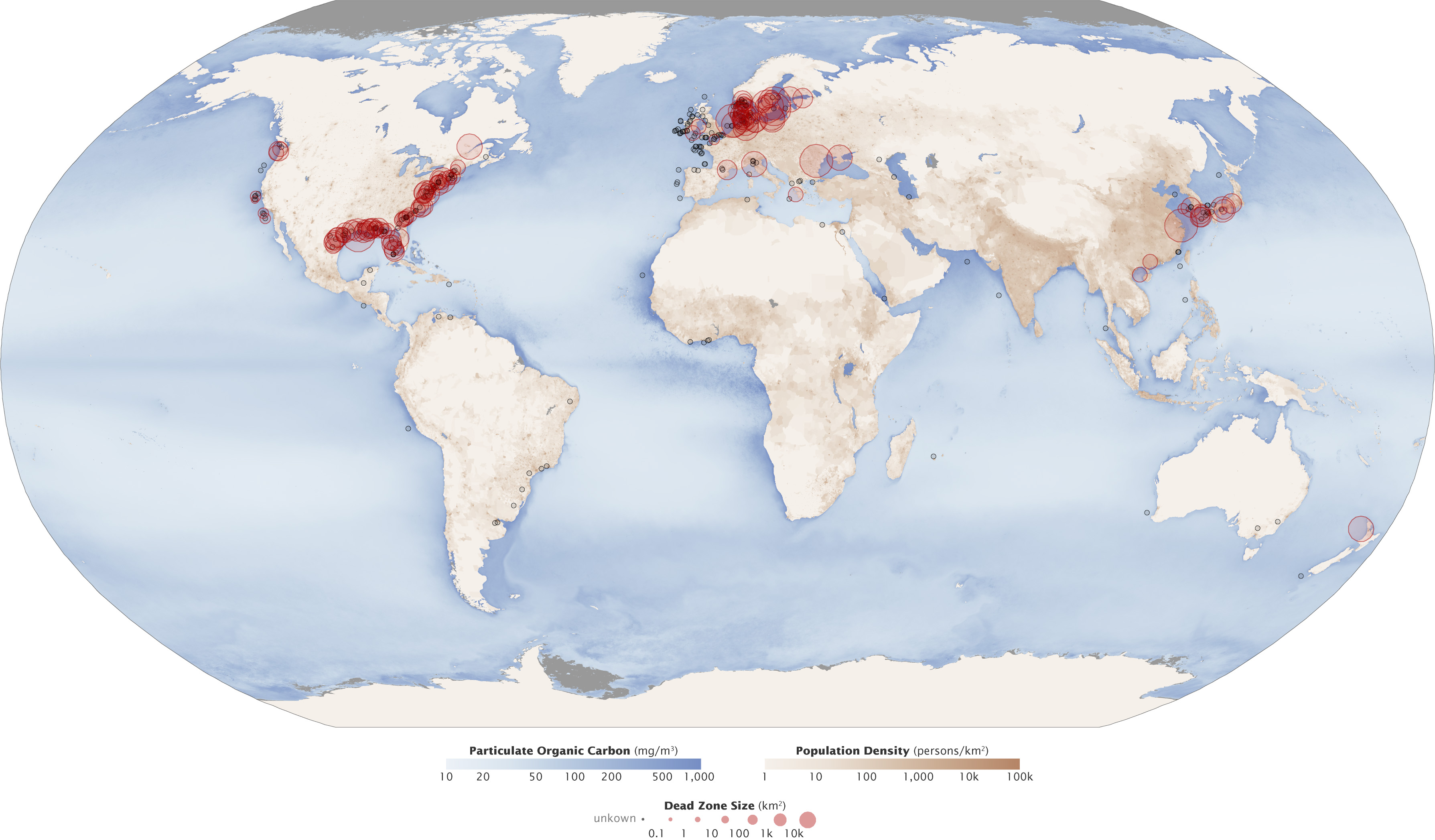
Czerwone okręgi pokazują lokalizację i wielkość stref martwych wód na świecie. Czarne kropki oznaczają martwe strefy o nieznanej wielkości. ”Wielkość i liczba martwych stref w morzach – akwenów, gdzie wody głębinowe są tak zubożone w tlen, że organizmy wodne nie mogą w nich przeżyć – wzrosła skokowo w ciągu minionych pięciu dekad.” – NASA Earth Observatory

Występowanie martwych stref stwierdzono w wielu akwenach morskich i śródlądowych na całym świecie, głównie w najbardziej narażonych na antropopresję rejonach przybrzeżnych, okolicach estuariów rzecznych, izolowanych i płytkich zbiornikach. Liczbę stref martwych wód na świecie szacuje się na kilkaset. Jak stwierdzono na podstawie badań osadów morskich, okresowe braki tlenu w głębszych warstwach mórz występują naturalnie. Ze względu na oddziaływanie cywilizacji ludzkiej zwiększyła się częstość i areał ich występowania.

### Bałtyk
Strefa martwych wód w Bałtyku, w której notowana jest hypoksja (spadek koncentracji tlenu w wodach głębinowych do poziomu poniżej 2 mg/L), obejmuje corocznie średnio powierzchnię ok. 49 tys. km². Sytuacja taka utrzymuje się stale od ok. 40 lat. Wpływ natlenionych wód z Atlantyku nie jest w stanie dostarczyć wystarczającej ilości tlenu dla utlenienia rozkładającej się na dnie biomasy, dodatkowo powoduje stratyfikację termohalinową: chłodniejsze i bardziej słone wody atlantyckie zalegają pod wysłodzonymi i cieplejszymi wodami spływającymi z rzek zlewni Bałtyku, przez co ich mieszanie jest ograniczone, w konsekwencji utrudniony jest dostęp tlenu z powietrza do głębszych wód. Sytuacja poprawia się co kilka lat i na krótko w wyniku większych wlewów wód atlantyckich do Bałtyku. W wyniku zalegania silniej zasolonych i natlenionych wód oceanicznych w głębinach odciętych płytkimi progami oraz z powodu odcięcia od wód powierzchniowych halokliną sukcesywnie następuje spadek zawartości tlenu, aż do jego całkowitego zużycia. Dalszy rozkład materii organicznej docierającej do głębszych warstw z wód powierzchniowych wiąże się już z powstawaniem siarkowodoru. Od lat 50. do końca 70. XX wieku siarkowodór powstawał okresowo, od tego czasu gaz ten jest już stale stwierdzany w Bałtyku poniżej głębokości od 130 do 250 m. Wody poniżej tej głębokości są silnie trujące i pozbawione są wyższych form życia.
Niebezpieczną konsekwencją powiększania się areału martwych wód jest rosnące ryzyko uwolnienia toksyn zgromadzonych na dnie morza, szczególnie istotne w przypadku Bałtyku ze względu na dawne składowanie trucizn w tym akwenie. W wodach natlenionych w górnej warstwie osadów dennych znajduje się trudno przepuszczalna granica między strefami utleniania i redukcji. W wodach beztlenowych granica ta zanika i substancje zawarte w osadach łatwiej przenikają do wód.

### Morze Czarne
Strefy martwych wód w Morzu Czarnym rozwijały się od lat 60. ubiegłego wieku, wskutek eutrofizacji spowodowanej masowym stosowaniem nawozów na obszarach w zlewni morza i zrzutami ścieków komunalnych do rzek (zwłaszcza Dunaju i Dniepru), zbyt intensywnego rybołówstwa oraz inwazji gatunków oportunistycznych. W roku 1990 martwa strefa u ujścia Dunaju obejmowała obszar 40 tys. km² (porównywalny z powierzchnią Szwajcarii), według szacunków do tego czasu zginęło wskutek anoksji 60 mln ton organizmów bentosowych. Po około pięciu latach od załamania intensywnej gospodarki rolnej w wyniku upadku gospodarek komunistycznych w państwach leżących w zlewni morza (po 1989 r.) wielkość martwych stref uległa zmniejszeniu, jednak w dalszym ciągu okresowo pojawiają się, a ekosystem nie wrócił do równowagi sprzed załamania.

### Martwe strefy w innych akwenach
- Zatoka Chesapeake[10]
- Zatoka Meksykańska[11]
- Wielkie Jeziora Ameryki[12][13]
- estuarium Rzeki Świętego Wawrzyńca[14]
- wody przybrzeżne Nowej Zelandii[15][16].
- Morze Japońskie[2]

## Przyczyny

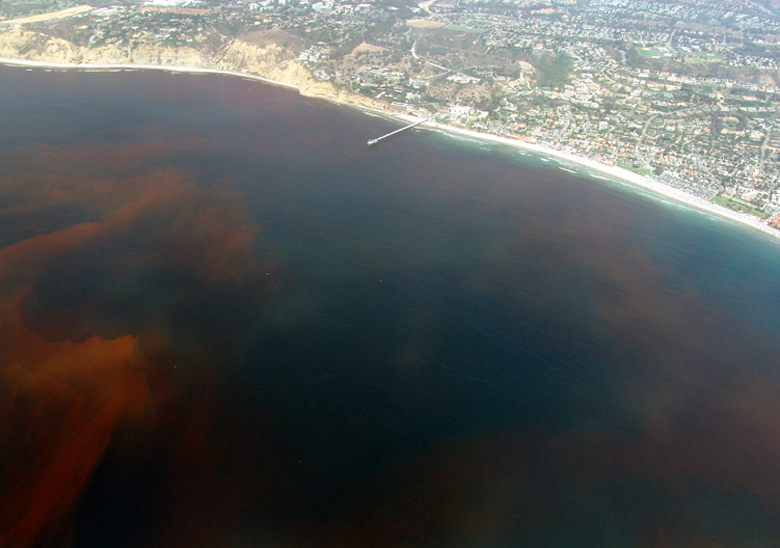
Martwe strefy powstają w wyniku rozkładu biomasy glonów, wytworzonej podczas zakwitów glonów, takich jak ten zakwit u wybrzeży Kalifornii.

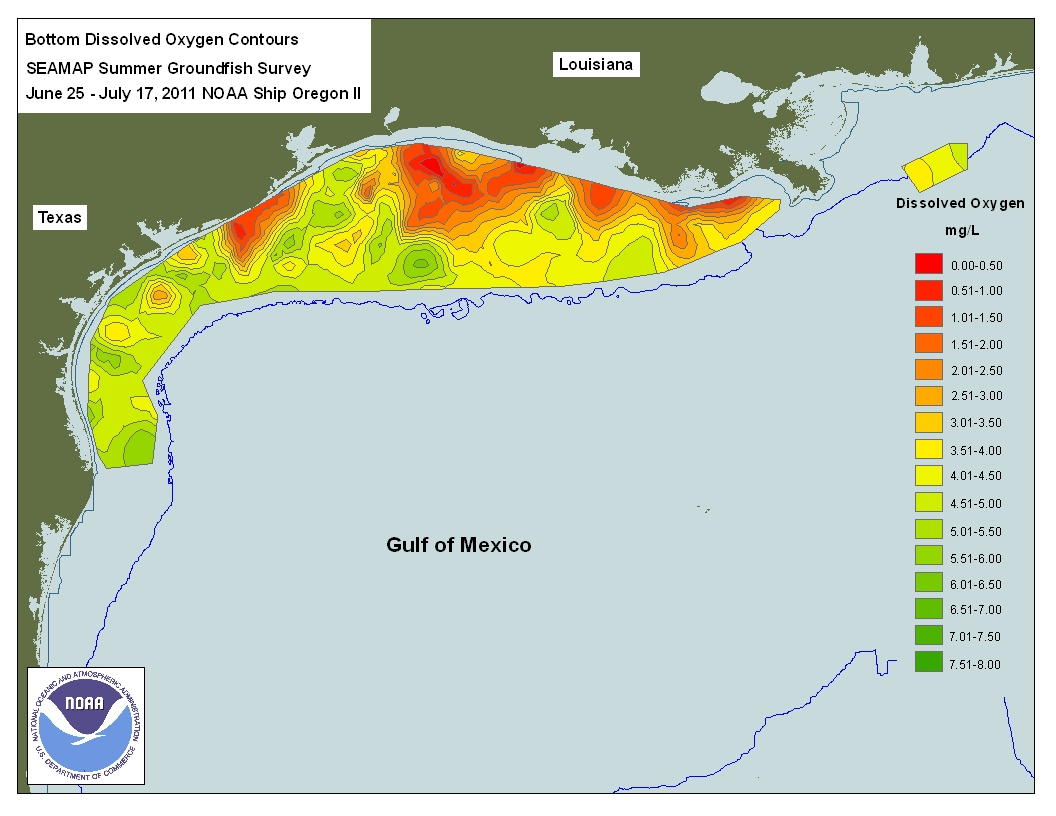
Martwa strefa w Zatoce Meksykańskiej. Kolory pomarańczowe i czerwone oznaczają obszary wód z koncentracją tlenu poniżej 2 mg/L.

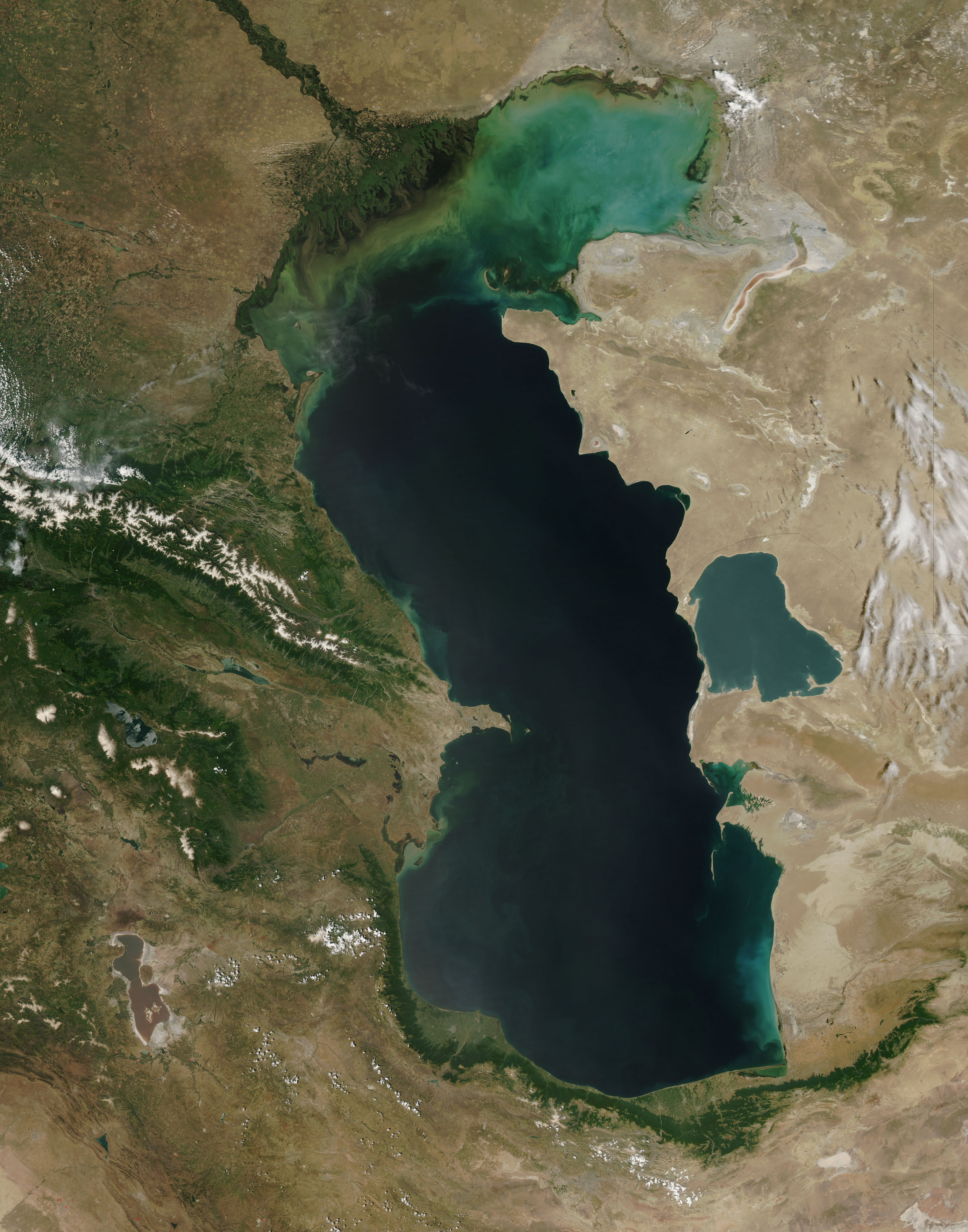
Zakwit fitoplanktonu w północnej części Morza Kaspijskiego, czerwiec 2003. Zdjęcie z satelity Terra (MODIS), NASA.

Główną przyczyną powstawania stref martwych wód jest eutrofizacja, spowodowana przez wzmożony na skutek działalności człowieka napływ biogenów (fosforanów, azotanów, jonów amonowych) do zbiorników wodnych. Scenariusz powstawania stref martwych wód jest, pomimo niewielkich różnic związanych z lokalnymi uwarunkowaniami, uniwersalny:
1. nadmiar substancji odżywczych (biogenów), spływających ze zlewni, powoduje gwałtowny rozwój fitoplanktonu w pelagialu (zakwit)
2. zakwit powoduje zmniejszenie przejrzystości wody. W rezultacie mniej światła dociera do dna, ponadto rośliny wodne są obrastane przez peryfiton, co powoduje, że przestają produkować tlen w warstwie przydennej i obumierają.
3. następuje zmiana składu gatunkowego fitoplanktonu związana z rozwojem gatunków o szybkim tempie wzrostu, takich jak np. sinice i toksyczne bruzdnice. Powoduje to wzrost śmiertelności zooplanktonu, odżywiającego się fitoplanktonem, i rozwój gatunków oportunistycznych, takich jak np. wiciowce (Noctiluca sp.), które nie są w stanie efektywnie kontrolować biomasy fitoplanktonu.
4. wzrost ilości materii organicznej opadającej na dno (odchody zwierząt odżywiających się fitoplanktonem, martwy fitoplankton, obumarłe hydrofity) powoduje rozwój bakterii i grzybów saprofitycznych rozkładających tę materię i przy okazji zużywających tlen.
5. jeżeli w akwenie zakłada się stratyfikacja, związana z różnicami temperatury i zasolenia pomiędzy górnymi i przydennymi warstwami wody, tlen z warstw powierzchniowych nie dociera do warstw dennych – następuje deficyt tlenowy lub nawet całkowite odtlenienie wód głębinowych i przydennych.
6. brak tlenu i toksyczne związki powstające w wyniku beztlenowego rozkładu materii organicznej (amoniak, siarkowodór) powodują śmierć całego zespołu organizmów bentosowych
7. beztlenowe warunki w warstwie przydennej powodują uwalnianie biogenów z osadów („internal nutrient loading”), co na zasadzie dodatniego sprzężenia zwrotnego zwiększa trofię wód i utrudnia powrót ekosystemu do stanu przed eutrofizacją.

Proces ten może być dodatkowo przyspieszony, jeśli w akwenie jest nasilone rybołówstwo, dla którego najbardziej atrakcyjne są gatunki dużych, drapieżnych ryb (takich jak tuńczyk, makrela, dorsz, dorada, wątłusz). Gatunki te są gatunkami kluczowymi w ekosystemie: żerują na mniejszych rybach planktonożernych. Gdy ich zabraknie, wzrasta liczebność ryb planktonożernych, odżywiających się zooplanktonem: liczebność zooplanktonu spada i wzrasta liczebność fitoplanktonu (kaskada troficzna), potęgując zakwit.
Dodatkowo inwazje gatunków obcych, eurytopowych o dużej tolerancji ekologicznej (takich jak np. żebropław Mnemiopsis leidyi, ślimak Rapana venosa, trawa Spartina sp.), mogą jeszcze bardziej zdestabilizować lokalne sieci zależności troficznych ekosystemu.

## Zapobieganie i rekultywacja
Nie wynaleziono efektywnego ekonomicznie sposobu rekultywacji martwych stref. Natlenianie hypolimnionu i wytrącanie chemiczne biogenów (np. z wykorzystaniem związków aluminium) jest bardzo kosztowne i może być stosowane miejscowo, w ograniczonej skali.
Jak dotąd jedynie zapobieganie eutrofizacji i racjonalna gospodarka zasobami wód (zrównoważony rozwój) może przyczynić się do ograniczenia powstawania martwych stref – oznacza to m.in. konieczność radykalnej redukcji ładunku zanieczyszczeń i biogenów niesionych ze zlewni do zbiornika wodnego, reintrodukcję i obudowę populacji gatunków kluczowych dla zachowania równowagi ekosystemu (np. ryb drapieżnych, małży filtrujących fitoplankton z wody), ograniczenie rybołówstwa.
Prognozy co do skali zjawiska w przyszłości są jednak niezbyt optymistyczne – według oceny środowiska dokonanej przez agendy ONZ (Millenium Ecosystem Assesment, 2005) napływ związków azotowych do mórz w związku z działalnością człowieka zwiększy się o 65% do połowy tego stulecia. Jak widać na przykładzie Zatoki Meksykańskiej, częstość występowania i powierzchnia strefy martwych wód w, mimo podjętych działań zapobiegawczych, nie uległa znaczącej zmianie od roku 2002.